# Кувейт
Куве́йт, официально Госуда́рство Куве́йт (араб. دولة الكويت‎ —  Даулату-ль-Кувайт‎) — государство (эмират) в юго-западной Азии. Расположен на северной окраине Восточной Аравии и граничит с Ираком на севере и с Саудовской Аравией на юге. С восточной стороны омывается Персидским заливом. Кувейт также имеет морскую границу с Ираном. Длина береговой линии Кувейта составляет приблизительно 500 км (311 миль). Бо́льшая часть населения Кувейта проживает в городской агломерации столицы страны — Эль-Кувейт. По состоянию на 2024 год население Кувейта составляет 4,34 млн человек, из которых 1,45 млн являются гражданами государства Кувейт, а остальные 3 млн — иностранцами более, чем из ста других стран.
Значительная часть современного Кувейта занимает территорию древней Месопотамии. До открытия нефтяных месторождений, Кувейт был стратегическим торговым портом между Месопотамией, Персией и Индией. Крупные залежи нефти были обнаружены в 1938 году. В 1946 году кувейтская нефть впервые была экспортирована. В период с 1946 по 1982 год в стране проходила масштабная модернизация, во многом основанная на доходах от добычи сырой нефти. В 1980-х годах Кувейт пережил эпоху геополитической нестабильности и экономического кризиса после краха фондового рынка и обвала цен на нефть. В 1990 году, после обвинений со стороны Саддама Хуссейна в незаконной добыче Кувейтом нефти принадлежащей Ираку, на территорию Кувейта вторглись иракские войска и после непродолжительного двухдневного конфликта, Кувейт был захвачен, а позже вошёл в состав Ирака в качестве новой 19-й провинции под названием Ас-Саддамия. Иракская оккупация Кувейта закончилась 26 февраля 1991 года после военного вмешательства коалиции во главе с Соединёнными Штатами Америки и рядом других стран.
Главой государства является эмир, а династия Аль Сабах — правящей семьёй, которая доминирует в политической системе страны. Официальная государственная религия Кувейта — ислам. Кувейт — развивающаяся страна с высокодоходной экономикой, являющаяся шестым в мире государством по величине запасов нефти . Кувейтский динар является самой дорогой валютой в мире. В 2009 году у Кувейта был самый высокий индекс человеческого развития в арабском мире. В Кувейте самое большое количество лиц без гражданства во всём ближневосточном регионе. Кувейт является одним из основателей ССАГПЗ, а также членом ООН, ЛАГ, ОПЕК и ОИС.

## Этимология
Государство названо по столичному городу Эль-Кувейт (араб. الكويت‎) — арабское «городок, крепостица».

## История

### Бану-Халид
Город Эль-Кувейт (столица страны) был основан в 1613 году. В XVIII веке он был захвачен группой кланов бедуинского племени Аназа, переселившейся к берегу Персидского залива из Неджда (предшественник Саудовской Аравии) и Катарского полуострова. Отдельные кланы объединились в племя Бану-Утуб. Название племени происходит от арабского атабу иля аш-шамаль («повернули на север»). Там они основали первое поселение Бану-Халид южнее устья Тигра. Во главе поселения в 1762 году стал первый эмир Кувейта Сабах I.
Занимая выгодное положение на берегу естественной гавани Персидского залива, Бану Халид стал крупным портом. Были установлены торговые маршруты с Алеппо, Багдадом и другими городами Османской империи. Основными статьями экспорта стали жемчуг, лошади, специи и кофе. Торговля жемчугом регулировалась крупными купцами, среди которых была в том числе семья Ас-Сабах.
Вскоре Кувейт стал предметом спора между англичанами и турками. Формально Кувейт находился под управлением Османской империи, однако его экономические связи с соседними арабскими эмиратами были гораздо сильнее, чем с турецкими городами. Неопределённый статус Кувейта и его нежелание допускать османских чиновников на свою территорию привёл к османскому военному вторжению в Кувейт в 1871 году. Вторжение провалилось, а эмир нашёл поддержку со стороны Британии. В 1875 году Кувейт был включён в вилайет Басра. Однако, османская власть так и осталась чисто номинальной. Британия была коммерчески и стратегически заинтересована в Кувейте, ввиду его близости к Индийской империи.
В 1890-е годы шейхство Кувейт вновь стало предметом межгосударственной борьбы, в связи с появлением планов строительства Багдадской железной дороги, конечным пунктом которой должен был стать Кувейт. Великобритания организовала в мае 1896 года государственный переворот, во время которого шейх Мухаммед был убит, а к власти пришёл шейх Мубарак. В 1897 году в Кувейте была размещена британская военно-морская база, что вызвало протест со стороны Османской империи, однако на новое вторжение турки не решились.

### Британский протекторат
23 января 1899 года между Кувейтом и Британией был заключён договор, согласно которому контроль за внешней политикой и безопасностью Кувейта переходил к Великобритании. В обмен на это Британия обязалась содержать королевскую семью. В 1911 году эмир Кувейта Мубарак I ас-Сабах резко повысил налоги на экспорт жемчуга, из-за чего большинство купцов перестали торговать жемчугом, а затем и всем остальным, через порты Бахрейна. Это вызвало в стране экономический кризис, тогда Мубарак принёс публичные извинения за «ошибочную экономическую политику» и вернул налоги на прежний уровень. В том же году Абдул-Азиз ар-Рашид открыл первую общеобразовательную школу страны, Мубаракия.
27 октября 1913 года шейх Мубарак подписал обязательство о предоставлении Великобритании монопольных прав на разработку нефти в Кувейте. В 1914 году британское правительство подписало договор, по которому Кувейт считался «Независимым княжеством под британским протекторатом». После окончания Первой мировой войны и окончательного разгрома Османской империи протекторат Британской империи над Кувейтом получил международное признание.
В 1920 году Кувейт вступил в пограничную войну с государством Саудитов. Ихваны вторглись на территорию Кувейта, но 10 октября 1920 года были разгромлены у Эль-Джахры и были вынуждены покинуть территорию Кувейта.
В 1920-х годах торговля жемчугом перестала приносить доход, что было связано с изобретением искусственного жемчуга. Кувейт стал одним из беднейших государств мира, что ещё более усилило его зависимость от Британской короны.
В 1927 году были окончательно определены границы Кувейта, сохранившиеся по сей день (за исключением саудовско-кувейтской нейтральной зоны). В 1928 начал выходить первый кувейтский журнал, который так и назывался, «Кувейтский журнал».
22 июня 1941 года, в день нападения Германии на Советский Союз, Британия разместила в Кувейте, а также в Ираке, крупные воинские контингенты. В августе британцы совместно с советскими войсками заняли Иран. Последние британские солдаты покинули территорию Кувейта летом 1961 года.

### Независимый Кувейт
19 июня 1961 года Кувейт стал независимым государством. Свод законов был составлен приглашённым эмиром египетским юристом. В 1970—1980-е годы благодаря экспорту нефти Кувейт превратился в одно из богатейших государств мира, уровень жизни в этой стране был одним из самых высоких в мире. Однако непросто складывались отношения с соседями — Ираком и Саудовской Аравией. Труднее всего было с Ираком, который взял курс на аннексию эмирата. Уже 25 июня 1961 года премьер-министр Ирака Касем заявил, что Кувейт — неотъемлемая часть Ирака, а его правитель назначается префектом округа Кувейт провинции Басра. Чтобы предотвратить аннексию нового государства, в Кувейт был срочно переброшен британский контингент в 5—7 тыс. солдат, который был выведен только к 10 октября того же года после того, как в эмират были введены вооружённые силы ЛАГ (Иордании, Саудовской Аравии, ОАР и Судана).
В 1970-е годы территориальное размежевание с соседями стало вновь проблемой. В 1977 году саудовская армия оккупировала спорные острова Кару и Умм-эль-Марадим и выгнала оттуда кувейтские войска и местное население. В этот же период Ирак занял другую спорную территорию — острова Варба и Бубиян, предложив Кувейту сдать ему их в аренду на 99 лет.

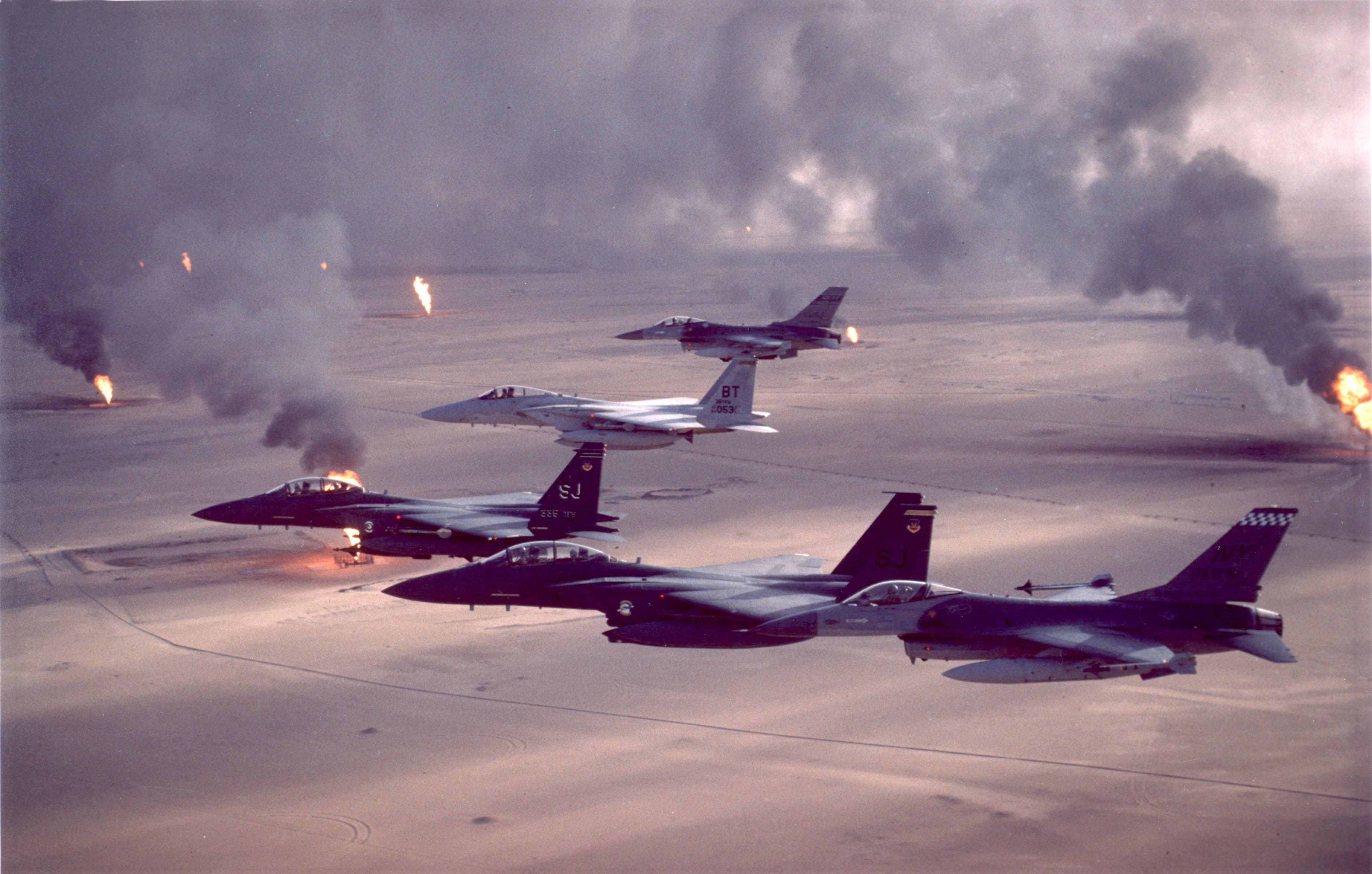
Самолёты ВВС США над горящими нефтевышками Кувейта, 1991 г.

В 1980-х, опасаясь «экспорта» исламской революции, Кувейт поддержал Ирак в Ирано-иракской войне.
Несмотря на поддержку, оказанную Ираку Кувейтом, 2 августа 1990 года, вскоре после окончания войны с Ираном, Саддам Хусейн оккупировал эмират. 7 августа марионеточное «Временное правительство свободного Кувейта» провозгласило Республику Кувейт с Алаа Хусейном Али в качестве премьер-министра. На следующий день было объявлено о том, что это правительство обратилось с просьбой о вхождении Кувейта в состав Ирака, и 28 августа Кувейт был объявлен 19-й провинцией Ирака под названием Ас-Саддамия.
Эти события привели к перебоям нефтяных поставок импортёрам кувейтской нефти. США создали международную коалицию и в ходе военной операции (январь — февраль 1991 года) освободили Кувейт (см. Война в Заливе). Отступая на север, иракские войска применяли тактику выжженной земли, поджигая все нефтяные вышки и взрывая нефтепроводы. Результатом этого стали колоссальные убытки, понесённые Кувейтом (по самым осторожным оценкам, 30—50 млрд долларов). 

Иракская оккупация разорила Кувейт и уничтожила его процветание, столица Эль-Кувейт была разграблена, большинство коренного населения бежало в Саудовскую Аравию и другие сопредельные страны, тысячи кувейтцев погибли. Несмотря на огромный урон, Кувейт за несколько лет восстановил былое процветание.

## Государственное устройство
По конституции, принятой в 1962 году, Кувейт — конституционная монархия.
Глава государства — эмир, шейх Мишааль аль-Ахмед аль-Джабер ас-Сабах. Эмир назначает главу правительства, имеет право распустить парламент, подписывать законопроекты, а также возвращать их на доработку в Меджлис. Эмир — верховный главнокомандующий вооружёнными силами Кувейта, он назначает ключевые посты в армии Кувейта, в том числе командующих всеми родами войск. Согласно конституции эмир пользуется юридической неприкосновенностью. За публичную критику в адрес эмира полагается уголовная ответственность, как для рядовых жителей страны, так и для его родственников. Например, в мае 2016 года к лишению свободы были осуждены 5 жителей Кувейта, в том числе родственники эмира за то, что они в сообществе в WhatsApp неприятно отозвались об эмире.
Кроме того, эмир назначает кронпринца. Тем не менее, его кандидатура должна быть одобрена членами правящей семьи и утверждена Национальной ассамблеей. В том случае, если Национальная Ассамблея голосует против предложенной эмиром кандидатуры, эмир обязан представить в Ассамблею троих прочих кандидатов из правящей семьи. Ассамблея выбирает одного из них.
Эмир назначает премьер-министра из членов правящей семьи. Премьер-министр, в свою очередь, назначает посты в правительстве. Все министры — члены Национальной ассамблеи, и как минимум один министр — избранный. Ключевые министерства возглавляют члены правящей семьи.
Законодательная власть принадлежит эмиру и однопалатному Национальному собранию. 50 депутатов избираются в ходе всеобщих выборов на четырёхлетний срок, ещё 15 назначаются премьер-министром. Политические партии запрещены.
Кувейт — старейшая, но не единственная страна Персидского залива с выборным законодательным органом, при этом эмир и глава правящего семейства здесь также проходит процедуру выборов и утверждения, в отличие от наследных монархий соседних стран.
Также в Кувейте женщины имеют политические права наравне с мужчинами.

## Административное деление

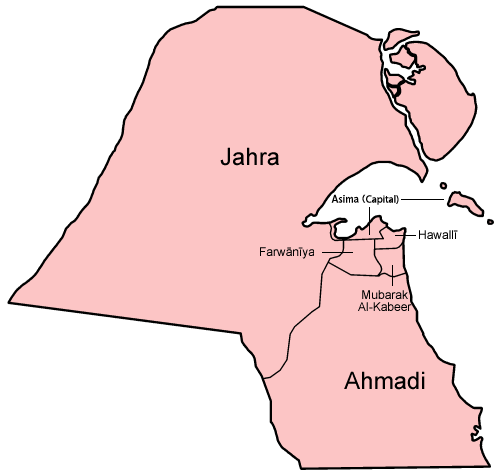
Провинции Кувейта

Кувейт разделён на 6 провинций (мухафаза́т; ед.ч. — муха́фаза), которые в свою очередь делятся на районы.
- Эль-Ахмади
- Эль-Фарвания
- Эль-Асима
- Эль-Джахра
- Хавалли
- Мубарак аль-Кабир

Основные города — Кувейт (столица), с населением 2 989 тысяч человек, Джахра (пригород Кувейта) и Ахмади. Деловые районы расположены в Кувейт-Сити. Промышленность (нефтеперегонные заводы) сосредоточена в Эль-Ахмади. Официальная резиденция эмира расположена в Байяне — пригороде столицы.

## Географические данные
Кувейт расположен на северо-востоке Аравийского полуострова и на островах Персидского залива — Бубиян, Файлака, Варба, Куббар, Кару, Умм-эль-Марадим и др.
Большая часть территории покрыта пустынями. Ландшафт равнинный, местами холмистый, наивысшая точка 290 м над уровнем моря на крайнем западе страны.

## Экономика
По собственной оценке Кувейта, он обладает крупными запасами нефти — около 102 миллиардов баррелей, то есть 9 % мировых запасов нефти. Нефть даёт Кувейту около 50 % ВВП, 95 % доходов от экспорта и 95 % доходной части государственного бюджета.
В 2009 году ВВП Кувейта составил около 146 млрд долл., на душу населения — 54,1 тыс. долл. (7-е место в мире).
Валюта Кувейта является самой дорогой валютой мира.

### Внешняя торговля
Экспорт в 2008 году — 86,9 млрд долл., в основном нефть и нефтепродукты, а также удобрения.
Основные покупатели — Япония 18,5 %, Южная Корея 14,7 %, Индия 10,9 %, Тайвань 9,8 %, США 9 %, Сингапур 8 %, Китай 6,1 %.
Импорт в 2008 году — 22,9 млрд долл.: продовольствие, строительные материалы, транспортные средства и запчасти, одежда.
Основные поставщики — США 11,7 %, Япония 9,1 %, Германия 8 %, Китай 7,5 %, Саудовская Аравия 6,9 %, Италия 4,7 %.

## Транспорт
Протяжённость автомобильных дорог составляет 5749 км, из них 4887 км имеют твёрдое покрытие. В стране нет ни одной железной дороги, поэтому основным транспортом является автомобильный.

## Население

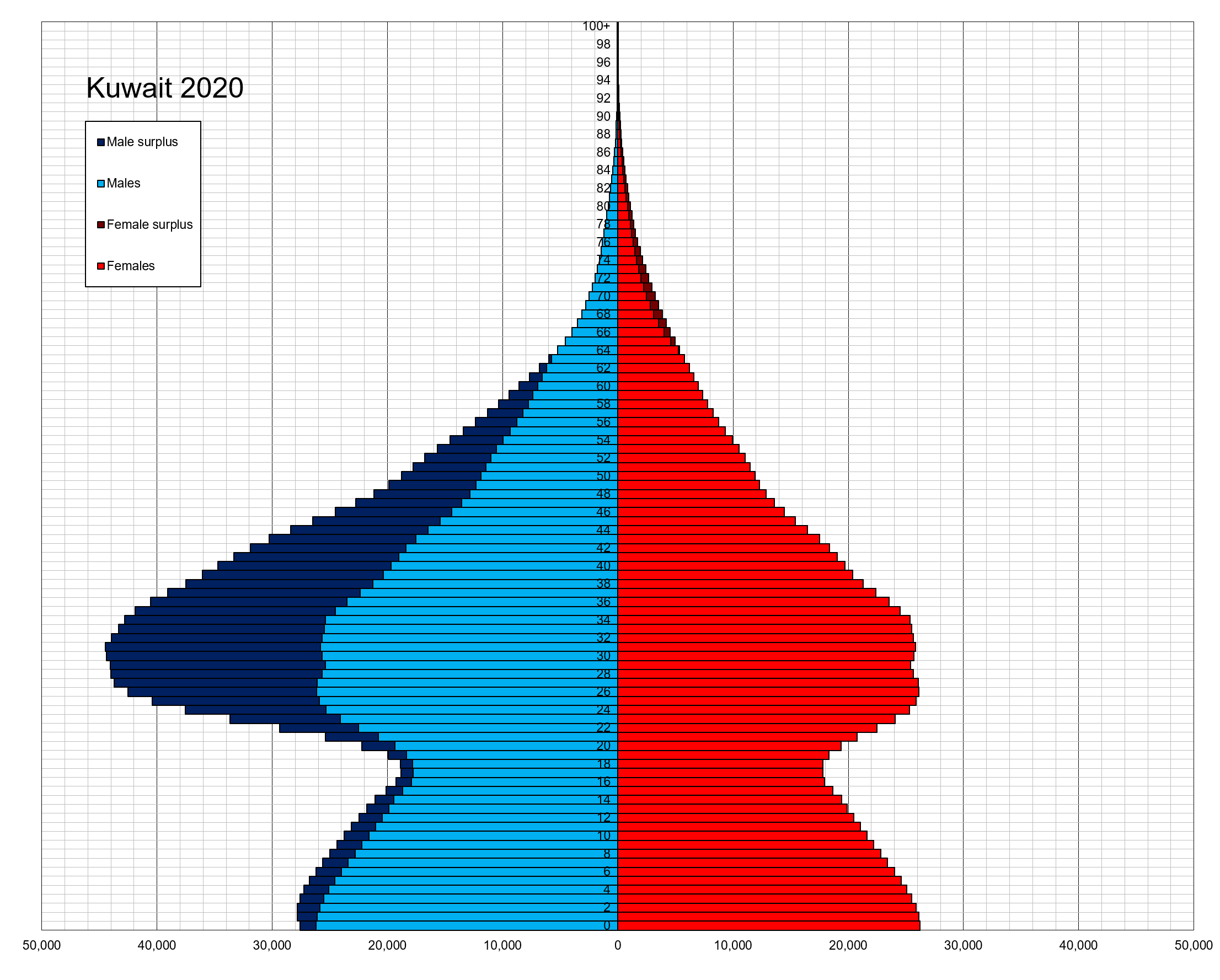
Возрастно-половая пирамида населения Кувейта на 2020 год

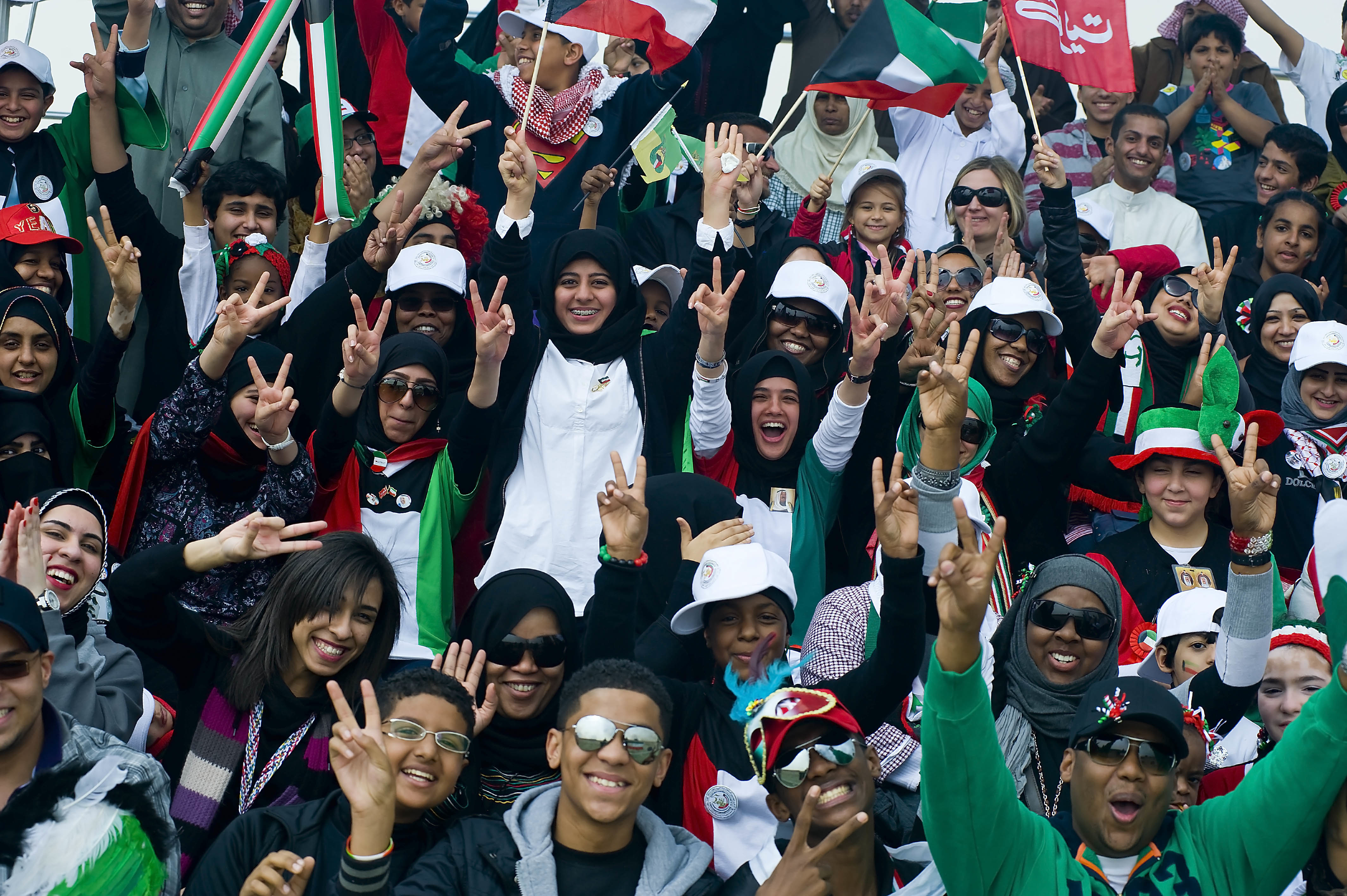
Молодёжь Кувейта

Население — 4 349 380 человек (оценка на май 2024 года). Из них коренные жители — арабы-кувейтцы, какими считаются только те лица, которые смогут доказать свои кувейтские генеалогические корни с 1920 года, составляют 31 %. Остальные жители страны являются выходцами из таких стран, как Саудовская Аравия, Ирак, Иран, Пакистан, Индия, Бангладеш, Филиппины, Бахрейн, Ливан и др., составляя почти 70 % населения.
По данным всемирной книги фактов ЦРУ численность населения Кувейта в 2021 году составила 3 032 065 человек. По оценке на 2018 год этнический состав Кувейта: кувейтцы — 30,4 %, арабы других национальностей — 27,4 %, азиаты — 40,3 %, африканцы — 1 %, другие — 0,9 % (включая европейцев, североамериканцев, южноамериканцев и австралийцев). Государственное управление гражданской информации Кувейта оценивало общую численность населения страны в 4 420 110 человек на 2019 год.
Городское население — 100 % (2021 год). Большая часть населения сосредоточена в столице Эль-Кувейте. Суммарный коэффициент рождаемости на 2021 год — 2,25 рождений на женщину. Грамотность — 96,1 %; у мужчин — 96,7 %, у женщин — 94,9 % (2018 год). Около 24,29 % населения составляла возрастная группа до 15 лет; 72,79 % — от 15 до 65 лет; 2,92 % — старше 65 лет. В 2021 году рождаемость оценивалась в 17,9 на 1000 населения, смертность — 2,23 на 1000, иммиграция — −3,65 на 1000, прирост населения составил 1,2 %. Младенческая смертность — 7,6 на 1000 новорождённых. Ожидаемая продолжительность жизни населения по состоянию на 2024 год — 80,4 лет, у мужчин — 79,1 лет, а у женщин — 82,9 года. Средний возраст населения по состоянию на 2024 год — 39,8 лет.
Официальный язык — арабский, широко распространён и персидский.

## Религия
По оценке на 2013 год основная часть населения Кувейта — мусульмане (74,6 %), христиане (18,2 %), остальные 7,2 %.

## Культура

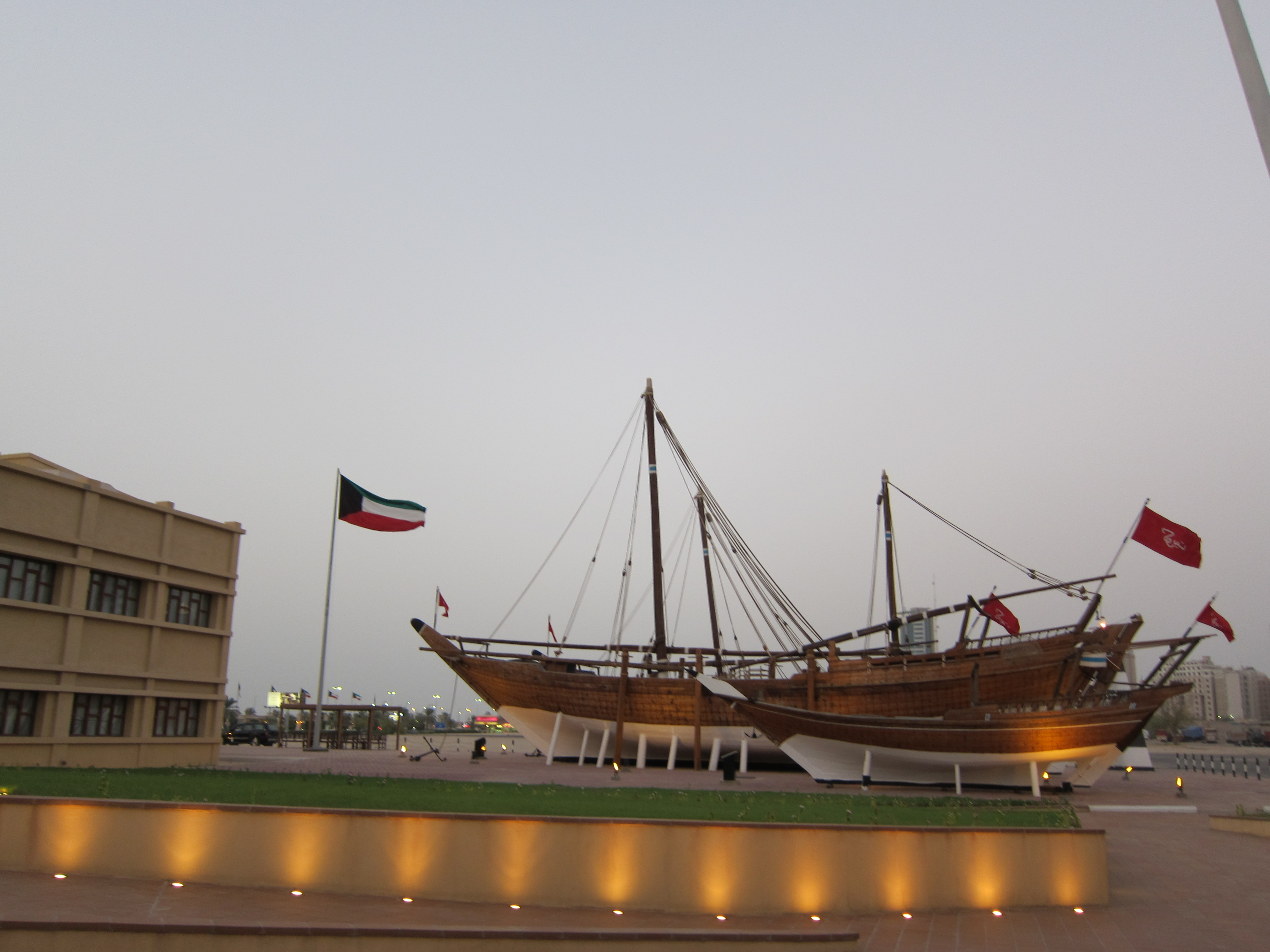
Музей MarineTime в Эль-Кувейте.

Хотя Кувейт граничит с Саудовской Аравией, мусульманская одежда не является обязательной, многие пожилые мужчины предпочитают носить кувейтский тауб (длинная, чаще всего белая, рубашка до щиколоток из шерстяной или хлопковой ткани), в то время как меньшинство женщин носят абайю — чёрное покрывало, закрывающее всё тело, кроме кистей рук и лица. Этот наряд подходит для пустынного климата Кувейта. Западный стиль одежды очень популярен среди кувейтской молодёжи.
Морепродукты были основным рационом жителей Кувейта на протяжении веков. Арабы в регионе Персидского залива играли важную роль в торговле пряностями между Индией и Европой, и специи остались важным компонентом национальной кухни Кувейта. Традиционная кухня включает в себя кувейтский мачбус дияй, мачбус лахам, марак дияй Лахам который заимствован из кухни Южной Азии и арабской кухни. Имауаш является ещё одним популярным блюдом.
Архитектура Кувейта в значительной степени вдохновлена исламской архитектурой. Самым знаменитым ориентиром в стране являются Кувейтские башни, разработанные шведским архитектором Суне Линдстремом в уникальном сочетании традиционного минарета и современных архитектурных конструкций. Национальное собрание Кувейта было построено по проекту известного датского архитектора Йорна Утзона.

### Праздники
- Национальный день Кувейта
- День освобождения Кувейта

## СМИ
Государственная телекомпания — KTV (Kuwait Television), включает в себя телеканалы KTV1 и KTV2, радиостанции «Общая программа», «Радио Священный Коран», Radio Kuwait Easy FM, «Старые арабские песни», «Вторая программа», Radio Kuwait, RKFM и ещё есть Arab Times Kuwait.